# La galassia mente
La galassia mente è un libro scritto dal premio Nobel Rita Levi-Montalcini, in cui, passando attraverso le ere della geologia e le epoche della storia, ricostruisce le tappe dell'evoluzione del sistema nervoso, dalle prime cellule comparse sul pianeta Terra fino all'Homo Sapiens. Un viaggio nell'universo sconfinato del pensiero, rinchiuso nello spazio angusto della scatola cranica. Capire da dove nasca, da quali cellule e in quali circuiti cerebrali risiedano la creatività e la coscienza è l'ultimo grande mistero e l'ultima sfida della biologia del Terzo millennio.
"Una freccia luminosa che attraversa i circuiti cerebrali" è l'immagine idilliaca con cui la neuroscienziata descrive il pensiero: una facoltà alla quale l'uomo deve il privilegio di scalare le vette del bene, la tragica possibilità di sprofondare in quelle del male e la capacità di riemergere dagli abissi a fronte alta. Un dono nascosto in una galassia di neuroni.

## Edizione
- Rita Levi-Montalcini, La galassia mente, Baldini Castoldi Dalai Editore, 1999. ISBN 8880896369 (2ª edizione)[1]